# نساء ضد الإباحية
نساء ضد المواد الإباحية (بالإنجليزية: Women Against Pornography)‏ اختصارا(WAP) كانت مجموعة ناشطة نسوية راديكالية تأسست في مدينة نيويورك، وأصبحت قوة مؤثرة في الحركة المناهضة للإباحية في أواخر السبعينات وأوائل الثمانينات.
الحركة قد أشتهرت لعدد كبير من الجماعات المناهضة للإباحية النسوية التي كانت نشطة في جميع أنحاء الولايات المتحدة والعالم الناطق بالانكليزية، ومعظمهم من أواخر من أواخر السبعينات حتى التسعينات. بعد أن فشلت محاولات سابقة لبدء جماعة مناهضة للإباحية من مجموعة نسوية أخذت نمو واسع في مدينة نيويورك، وقد بدأت جمعية الواب (WAP) في عام 1978. وتلقت بسرعة تأييد واسع لحملة مكافحة الإباحية لها، وفي أواخر عام 1979 عقد مارس في ساحة تايمز التي شملت أكثر من 5000 أنصار. جلبت من النشاط لمكافحة المواد الإباحية في جميع أنحاء تايمز سكوير وأيضا تم الدعم المالي غير متوقع من مكتب رئيس البلدية، وأصحاب المسرح، والأطراف الأخرى التي لها مصلحة في التحسين من تايمز سكوير.
عرفت جماعة الواب من خلال جولات إعلامية لمكافحة الإباحية من محلات الجنس والمسارح الإباحية في تايمز سكوير. في عقد الثمانينات، بدأت الواب إلى التركيز أكثر على كسب التأييد والجهود التشريعية ضد المواد الإباحية، وخاصة في دعم التشريعات ضد الإباحية (antipornography) المنحى لحقوق المدنية. وكانت الحركة نشطة أيضا في شهادتها أمام لجنة ميس وبعض دعوتها لنموذج مكافحة الإباحية الحقوق المدنية على أساس وجدت طريقها إلى التوصيات النهائية للجنة. في أواخر الثمانينات، بدأت قيادة الواب للتركيز أكثر على قضية الاتجار الدولي للجنس، وكان لهم أثر فعال في تأسيس التحالف ضد الاتجار بالنساء. أصبحت مؤسسة الواب أقل نشاطا في التسعينات، وتلاشت من الوجود في منتصف ذلك العقد.
وكانت مواقع الجماعة مثيرة للجدل. حيث كانت مبادئهم تعارض دعاة الحريات المدنية سواء الواب أو الجماعات المماثلة لها، حيث رأت أن نهج الجماعة التشريعي تنادي بلغ الرقابة. عقدت نسويات الجنس الإيجابي الذي حملات النسوية ضد المواد الإباحية والمهدورة وهدد الحريات الجنسية وحقوق حرية التعبير بطريقة من شأنها أن تكون ضارة تجاه المرأة، الناس مثلي الجنس، والأقليات الجنسية في نهاية المطاف.انخرطت الجمعية في بعض مناقشات ساخنة والمناوشات مع النسويات الجنس إيجابي، لا سيما في الأحداث المحيطة مؤتمر بارنارد 1982. وكانت هذه الأحداث المعارك في ما أصبح يعرف باسم النسوية للجنس في الحروب في أواخر السبعينات حتى نهاية الثمانينات.